# Umm as-Safa
Umm as-Safa – wieś w Syrii, w muhafazie Aleppo, w dystrykcie Manbidż. W 2004 roku liczyła 482 mieszkańców.